# ラムエア・タービン

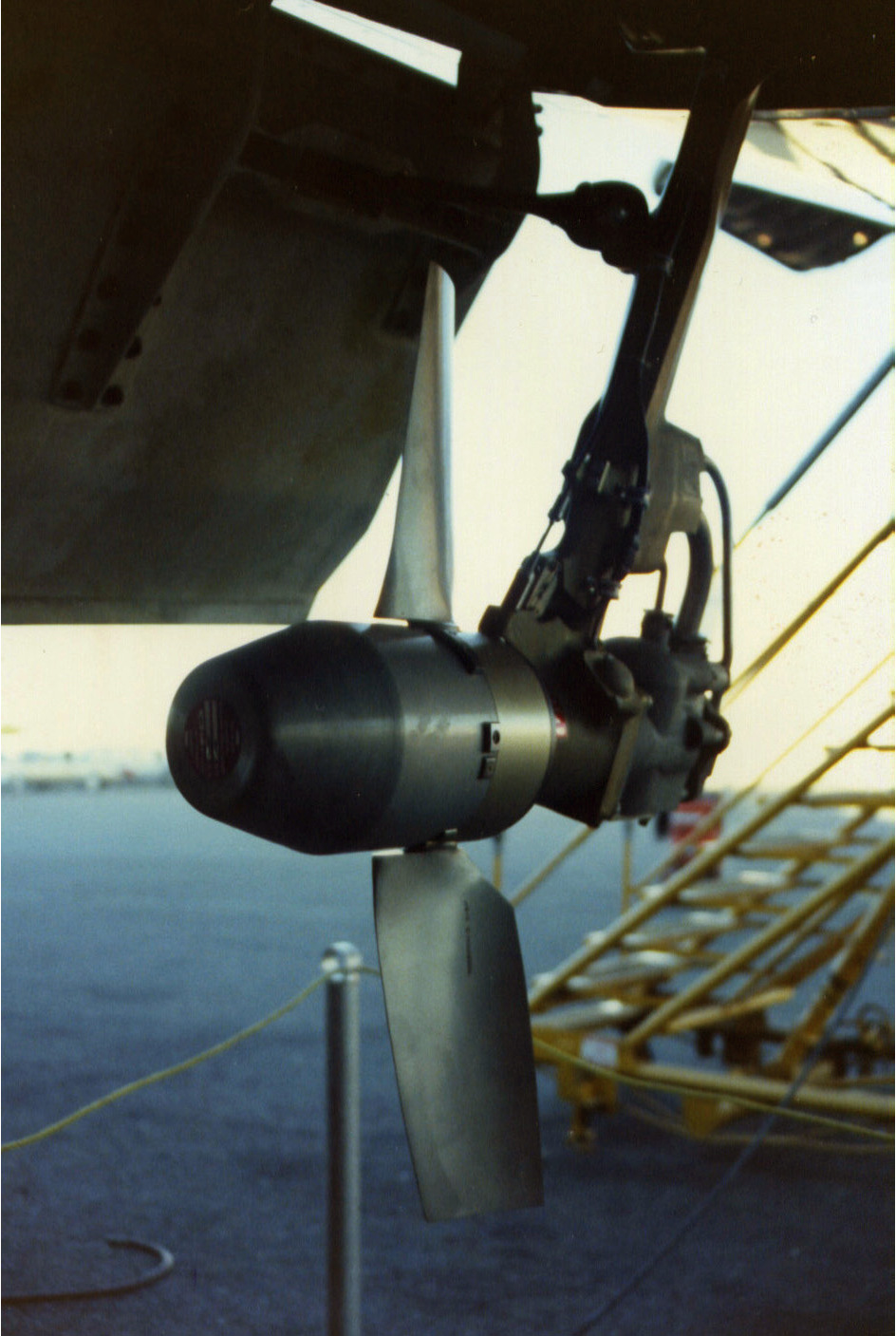
ボーイング757のラムエア・タービン

ラムエア・タービン (ram-air turbine, RAT) とは、航空機に補助動力装置として装備される風力原動機である。
最も多い用途は非常用で、一次動力源（主エンジン等）および補助動力源（APU等）の両方が機能しなくなった際に、操縦のための最低限必要な動力（操縦系統、関連する油圧系統）および電力（計器類等）を得るために、小型のタービン（風車）を機外に展開し油圧ポンプ、もしくは発電機を駆動するように装備される。一部の RAT では油圧発生機構のみを持ち、この油圧を用いて発電を行うタイプも存在する。メーカーによってはエア・ドリブン・ジェネレータ (air driven generator, ADG) と呼ぶ。

## 概要
現代の航空機においては、電力や油圧といった動力の発生源は主エンジンおよび補助動力装置 (APU) であるが、いずれも燃料を必要とする。RAT は飛行中の機体外側の空気流（飛行風）を動力源としている。通常時は胴体または翼の中に格納されており、非常時にはフタが開いて展開される。

## 種類 / 出力

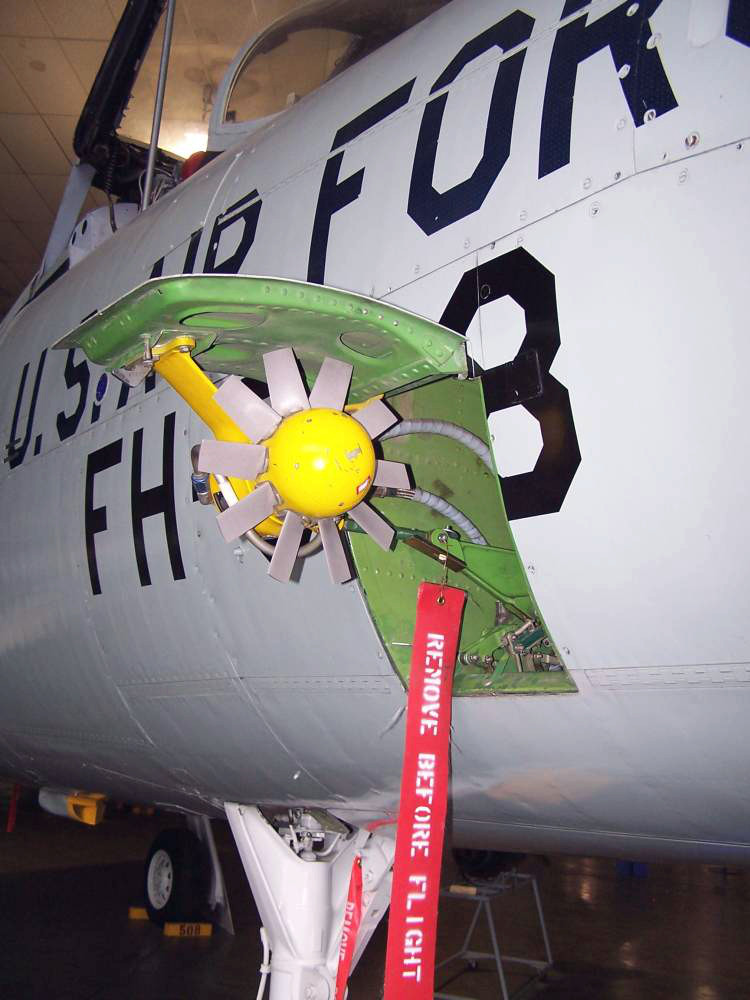
F-105の多葉式 RAT

動力を失うことが想定内である軍用機では、ごく普通に RAT が装備されている。ほとんどの旅客機も RAT を持つ（1960年代のビッカース VC-10 以降）が、小型民間機での装着例は僅かである。エアバスA380ではプロペラ径 1.63 メートルという大型のものが装着されているが、一般的には 80 センチメートル程度のものが多い。大型旅客機用 RAT の出力は 5 - 70 キロワット程度である。プロペラは 2 枚または 4 枚のものが一般的だが、軍用では多葉式ブレードを持つダクテッドタイプが普及しつつある（旅客機用も採用例が増加している）。低速用の小型 RAT では出力 400 ワットというものもある。

## その他
これらのほかに軍用例として、M61A1 型ガトリング砲（バルカン）のモーター駆動動力用として、また電波妨害用システムAN/ALQ-99の電源用としてもガンポッド収納タイプの RAT が装着され、これらは飛行中常時回転している。